# 제2차 낙동강 돌출부 전투
제2차 낙동강 돌출부 전투(Second Battle of Naktong Bulge)는 6.25 전쟁 당시 1950년 9월 1일부터 9월 15일까지 대한민국의 낙동강을 따라 유엔군사령부와 조선인민군 간에 벌어진 전투이다. 낙동강 방어선 전투의 일부이며, 9월 조선인민군이 펼친 대공세 중 벌어진 여러 대규모 전투 중 하나였다. 미국 육군 병력이 조선인민군의 강력한 공격을 격퇴하면서 유엔군의 승리로 끝났다.
제1차 낙동강 돌출부 전투 이후, 미군 제2보병사단은 낙동강 방어선 방어를 위해 이동되었다. 전투 경험이 없던 이 사단은 강을 건너 사단의 방어선 전체를 공격하는 여러 조선인민군 사단의 강력한 공격을 받았다. 공격의 힘은 제2보병사단을 두 동강 내었고, 조선인민군은 영산까지 침투하였다. 낙동강 방어선에 대한 위협의 긴급성으로 인해 미국 해병대 제1임시해병여단이 미 육군 병력을 증원하기 위해 투입되었다. 2주간의 치열한 전투 끝에 미군은 조선인민군을 낙동강 돌출부 지역에서 몰아낼 수 있었다. 조선인민군은 9월 15일 인천 상륙 작전으로 인해 측면 공격을 받았고, 9월 16일 유엔군은 낙동강 방어선을 돌파하여 조선인민군을 그 지역에서 몰아냈다.

## 배경

### 낙동강 방어선
6.25 전쟁 발발과 북한의 남침 이후, 조선인민군은 대한민국 국군과 붕괴를 막기 위해 대한민국에 파견된 유엔군에 비해 병력과 장비 모두에서 우위를 점했다. 조선인민군의 전술은 남쪽의 모든 접근로에서 유엔군을 적극적으로 추격하고 적극적으로 교전하여, 정면 공격과 부대의 양 측면을 이중 포위하여 상대방을 포위하고 차단한 다음 혼란 속에서 퇴각하게 만들었으며, 종종 많은 장비를 남겨두게 했다. 6월 25일 초기 공세부터 7월과 8월 초의 전투에 이르기까지, 조선인민군은 이러한 전술을 사용하여 모든 유엔군을 효과적으로 격파하고 남쪽으로 밀어붙였다. 그러나 미국 제8군 예하의 유엔군이 8월에 낙동강 방어선을 구축했을 때, 유엔군은 한반도에 걸쳐 연속적인 방어선을 유지하여 조선인민군이 측면 공격을 할 수 없었고, 우월한 유엔군 병참 시스템이 더 많은 병력과 보급품을 유엔군에 투입하면서 그들의 수적 우위는 매일 감소했다.

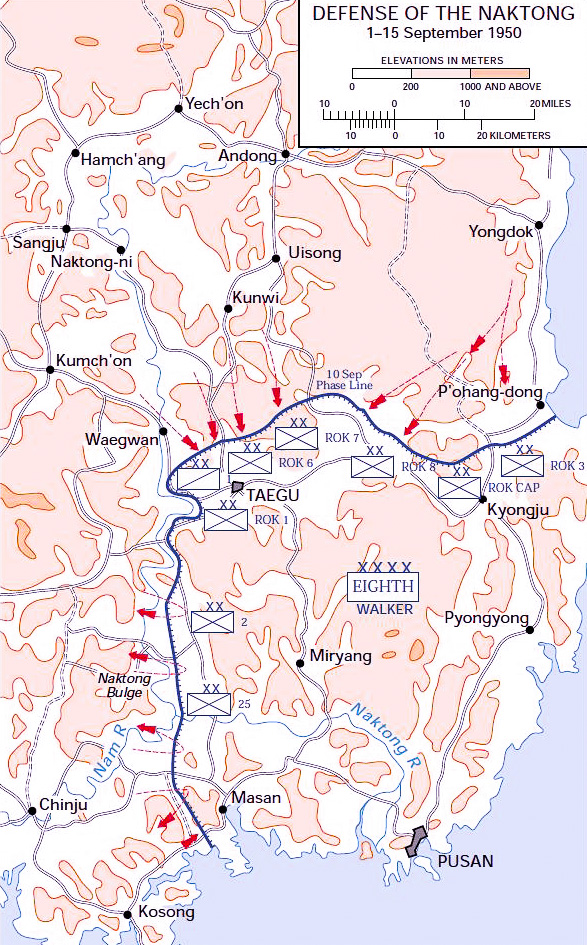
1950년 9월 낙동강 방어선 방어선 지도. 경주 회랑은 북동쪽 최북단 섹터이다.

조선인민군이 8월 5일 낙동강 방어선에 접근했을 때, 그들은 방어선으로 진입하는 네 가지 주요 접근로에 대해 동일한 정면 공격 기술을 시도했다. 8월 내내 조선인민군 제6사단과 이후 제7사단은 마산 전투에서 미군 제25보병사단과 교전하여, 처음에는 유엔군 역공을 격퇴한 후 고암리와 배틀 마운틴에서 반격했다. 이러한 공격은 유엔군이 잘 무장하고 충분한 예비군을 보유하여 조선인민군의 공격을 반복적으로 격퇴하면서 교착 상태에 빠졌다. 마산 북쪽에서는 조선인민군 제4사단과 미군 제2보병사단이 낙동강 방어선 지역에서 공방을 벌였다. 제1차 낙동강 돌출부 전투에서 조선인민군 사단은 미군 예비 병력이 대거 투입되어 이를 격퇴함에 따라 강을 건너는 교두보를 유지할 수 없었고, 8월 19일 조선인민군 제4사단은 50%의 사상자를 내고 강 건너편으로 후퇴해야 했다. 대구 지역에서는 5개 조선인민군 사단이 대구 전투 중 도시를 공격하려는 여러 시도에서 3개 유엔군 사단에 의해 격퇴되었다. 특히 치열한 전투는 볼링장 전투에서 벌어졌는데, 이 전투에서 조선인민군 제13사단은 공격으로 인해 거의 전멸했다. 동해안에서는 포항 전투 중 포항에서 대한민국 국군에 의해 3개 조선인민군 사단이 더 격퇴되었다. 전선 전체에서 조선인민군 병력은 이러한 패배로 인해 휘청거리고 있었는데, 이는 전쟁에서 그들의 전술이 효과가 없었던 첫 번째 경우였다.

### 9월 공세
새로운 공세를 계획하면서 조선인민군 사령부는 유엔 해군 병력의 지원으로 인해 유엔군을 측면 공격하려는 시도는 불가능하다고 판단했다. 대신, 그들은 전투에서 성공을 거둘 수 있는 유일한 희망으로 전면 공격을 통해 방어선을 돌파하고 붕괴시키는 것을 선택했다. 소련의 정보에 따라 북한군은 유엔군이 낙동강 방어선을 따라 증강되고 있으며 곧 공격을 감행하지 않으면 전투에서 승리할 수 없다는 것을 알고 있었다. 보조 목표는 대구를 포위하고 그 도시에 있는 유엔군 부대를 파괴하는 것이었다. 이 임무의 일부로 조선인민군은 먼저 대구로 가는 보급선을 차단할 것이다.
8월 20일, 조선인민군 사령부는 예하 부대에 작전 명령을 배포했다. 이 계획은 유엔군 방어선에 대한 동시 5방향 공격을 요구했다. 이러한 공격은 유엔군 방어자들을 압도하고 조선인민군이 최소한 한 곳에서 방어선을 돌파하여 유엔군을 후퇴하게 만들 것이다. 5개 전투 집단이 명령되었다. 중앙 공격은 조선인민군 제9, 4, 2 및 10사단이 낙동강 돌출부에서 미군 제2보병사단을 돌파하여 밀양과 영산으로 진격하는 것을 요구했다.

## 전투
조선인민군의 9월 1일 공세 중, 미군 제35보병연대, 제25보병사단은 마산시 북쪽의 남강 전투에서 격렬하게 교전했다. 제35연대의 우측면, 남강과 낙동강의 합류점 바로 북쪽에 미군 제9보병연대, 제2보병사단이 있었다. 그곳, 제2보병사단 구역의 최남단에서 제9보병연대는 20,000 야드 (18,000 m)가 넘는 길이를 가진 섹터를 방어하고 있었는데, 여기에는 8월 초에 제1차 낙동강 돌출부 전투가 벌어졌던 낙동강의 돌출부 지역이 포함되었다. 이곳 강변 방어선에 있는 각 미군 보병 중대는 3,000–4,000 피트 (910–1,220 m)의 전선을 가지고 있었고, 부대들이 넓은 전선에 극도로 분산되어 있었기 때문에 주요 언덕과 관측 지점만을 점유하고 있었다.
8월 마지막 주 동안 이 언덕의 미군 병사들은 강 건너편에서 사소한 조선인민군 활동을 볼 수 있었는데, 그들은 이를 조선인민군이 미군의 가능한 공격에 대비하여 낙동강 서쪽의 고지대를 조직하는 것으로 생각했다. 제9보병의 전방 진지에 대한 간헐적인 공격이 있었지만, 최전선 병사들에게는 이는 단지 표준적인 정찰 활동으로 보였다. 8월 31일, 한국인 민간인 노동력이 최전선에서 대거 도망치면서 유엔군은 곧 닥쳐올 공격에 대한 경고를 받았다. 정보 장교들은 공격이 임박했다고 보고했다.
낙동강 서쪽에서는 조선인민군 제9사단 지휘관인 소장 박규삼이 8월 28일 사단에 작전 명령을 내렸다. 다가올 공격에서 사단의 임무는 밀양과 삼랑진읍 지역을 점령하여 미군 제2사단의 대구와 부산 사이의 보급 및 철수 경로를 차단함으로써 낙동강 돌출부의 미군 병력을 측면 공격하여 파괴하는 것이었다. 그러나 조선인민군은 미군 제2보병사단이 최근 낙동강을 따라 미군 제24보병사단을 교체했다는 것을 알지 못했다. 따라서 그들은 더 가벼운 저항을 예상했다. 제24사단 병력은 수개월의 전투로 지쳐 있었지만 제2사단 병력은 신선하고 한국에 새로 도착한 병력이었다. 그들은 최근에야 전선에 투입되었다. 조선인민군은 어둠을 틈타 특정 지점에서 낙동강을 건너기 시작했다.

### 아곡 전투
제9보병의 강변 전선 최남단, 남강과 낙동강 합류 지점 바로 위에서 제1대대 A중대는 낙동강과 나란히 이어지는 긴 지릉에 참호를 파고 있었는데, 이 지릉은 기항 나루터에 있는 94고지에서 끝난다. 남지리에서 낙동강을 따라 서쪽으로 이어지는 강변 도로는 이 지릉의 남쪽 끝을 지나 나루터에서 강 서쪽으로 넘어간다. 아곡이라는 작은 마을이 94고지 기슭에 강에서 300 야드 (270 m) 떨어져 있었다. 두 보병 분대를 포함한 전차 및 장갑차 순찰대가 아곡 근처 나루터 근처에서 도로 차단 진지를 지키고 있었다. 8월 31일 저녁, A중대는 아곡과 강을 내려다보는 지릉 진지에서 강 아래쪽 지릉선상의 새로운 진지로 이동했다.

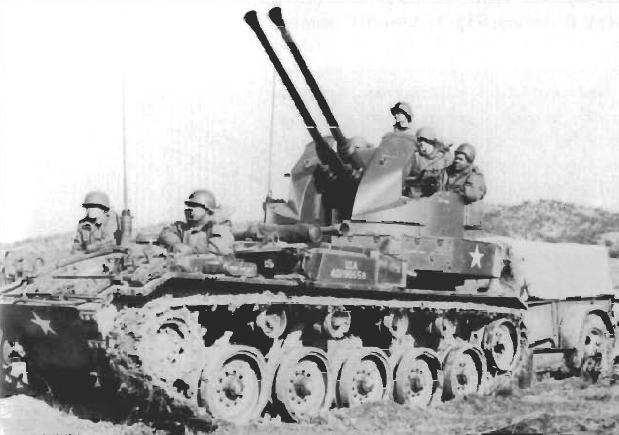
1950년 한국의 M19 자동포 차량.

그날 저녁 병장 어니스트 R. 코우마는 아곡에서 두 대의 M26 퍼싱 전차와 두 대의 M19 자동포로 구성된 순찰대를 이끌었다. 코우마는 그의 순찰대를 기항 나루터 근처 아곡 서쪽에 배치했다. 20시에 짙은 안개가 강을 뒤덮었고, 22시에 박격포탄이 미군 점령 지역에 떨어지기 시작했다. 22시 15분까지 이 공격은 강화되었고 조선인민군 박격포 사격이 A중대 진지를 강타했다. 미군 박격포와 포병은 대포병 사격을 시작했다. 일부 A중대 병사들은 강 건너편에서 소음과 물 튀기는 소리를 들었다고 보고했다.
22시 30분, 안개가 걷히자 코우마는 조선인민군 부교가 그의 진지 바로 앞에 가설되고 있음을 보았다. 코우마의 네 대의 차량은 이 구조물을 공격했고, 약 1분간의 맹렬한 사격 후 다리는 붕괴되었고 다리를 지탱하는 데 사용되던 부교 보트들은 침몰했다. 23시 00분, 전차 북쪽 A중대 좌측에서 소화기 전투가 벌어졌다. 이 총격은 2~3분밖에 지속되지 않았는데, 전차 근처의 A중대 도로 차단 분대는 회사가 원래의 능선 진지로 철수하고 있으니 그들도 그렇게 해야 한다는 전언을 전화로 받았다.
코우마의 순찰대는 미군 군복을 입은 조선인민군 부대에 의해 매복 공격을 받았다. 코우마는 부상을 입었고 다른 세 대의 차량은 철수해야 했지만, 그는 다음날 아침 07시 30분까지 그의 단독 전차로 아곡 진지를 지켰다. A중대에 대한 공격에서 조선인민군은 아곡 근처의 1소대를 공격했지만, 북쪽으로 2소대를 찾지 못했다.
자정 무렵 낙동강을 건너 동쪽으로 공격한 조선인민군 9사단 보병은 A중대 북쪽의 C중대 진지를 빠르게 점령했다. 그곳에서 조선인민군은 녹색 조명탄과 호각 소리를 신호로 대규모 공격을 감행했다. 중대는 짧은 시간 동안만 진지를 유지한 후 탈출을 시도했다. 병력의 상당수는 남쪽으로 이동했으며, 그들 중 일부는 밤 동안 아곡 근처 A중대 능선 진지로 들어왔다. C중대 대부분은 낙동강 남쪽의 제25사단 진지까지 완전히 이동했다. 9월 1일, 그 사단은 C중대 병력 110명이 그들의 방어선으로 들어왔다고 보고했다.

### 조선인민군의 도하
한편, 아곡과 A중대 진지에서 북쪽으로 5 마일 (8.0 km) 떨어진 곳에 제9보병 B중대가 백진 나루터를 내려다보는 209고지에서 비슷한 진지를 지키고 있었다. 이 나루터는 낙동강 돌출부의 중간 지점에 위치하고 있었으며, 영산 도로가 낙동강까지 이어져 강을 건너는 곳이었다. 미군 제2보병사단은 8월 31일 밤, 즉 조선인민군 제1군단 (조선민주주의인민공화국)의 공세가 강을 가로질러 전개되던 바로 그 밤에 그곳에서 시작되는 정찰 임무를 계획하고 있었다.
월말이 다가오면서 제9보병의 두 정찰대가 낙동강 서쪽으로 건너가 강 서쪽 2 마일 (3.2 km) 지점에서 조선인민군 전차와 병력 활동을 관찰했다. 나중에 얻은 정보에 따르면 실제로는 조선인민군 9사단의 지휘소였다. 8월 25일, 제9보병 지휘관 대령 존 G. 힐은 '만주 작전'으로 명명된 계획을 설명했다. 이 작전은 중대 규모의 전투 순찰대가 강을 건너 조선인민군 지휘소 및 통신 센터로 의심되는 곳으로 진격하여 이를 파괴하고, 포로를 생포하며, 정보를 수집하는 것이었다.
제9보병연대는 제2사단장 소장 로렌스 B. 카이저의 명령에 따라 만주 특수부대 작전을 계획했으며, 카이저는 다시 미국 제8군 사령관 중장 월턴 워커로부터 적극적인 순찰 지시를 받았다. 카이저는 백진 나루터에서 강을 건너는 것이 좋다고 판단했다. 제9보병 예비대인 E중대는 H중대의 경기관총 한 개 분대로 증원되어 공격 부대가 될 예정이었다. 제2공병전투대대의 제1소대는 8월 31일 밤 강습 상륙정으로 강을 건너 이들을 수송할 예정이었다. 중화기 중대인 D중대와 H중대는 각각 중기관총 한 개 분대, 81mm 박격포 한 개 분대, 75mm 무반동총 한 개 분대를 지원 사격으로 제공하기로 했다. 4.2인치 박격포 소대 (군사)도 지원을 제공하기로 했다.
8월 31일 해질녘, 제9보병 D중대 소위 찰스 I. 콜드웰과 H중대 에드워드 슈미트 소위는 그들의 병력과 무기를 209고지 기슭으로 이동시켰는데, 이곳은 B중대의 방어 구역 내에 있었고 낙동강의 백진 나루터를 내려다보고 있었다. 습격 부대인 E중대는 여전히 영산 서쪽 2 마일 (3.2 km) 지점의 연대 예비 진지에 있었고, 공병 소대와 함께 도하 지점으로 이동할 준비를 하고 있었다. 힐 대령은 그날 저녁 4.2인치 박격포 소대와 함께 209고지 기슭의 진지로 이동하여 박격포병들이 무기를 설치할 준비를 했다.
21시 무렵, 가장 가까운 최전선 부대는 209고지 정상의 B중대였으며, 이 고지 남쪽 기슭을 돌아가는 강변 도로에서 북쪽으로 1 마일 (1.6 km) 떨어져 있었다. 연대 담당사제인 대위 루이스 B. 쉰은 오후에 B중대로 가서 예배를 드리러 갔다. 209고지 정상에서 쉰 담당사제와 B중대 병사들은 해질녘 아래쪽 강물에서 물 튀기는 소리를 들었다. 그들은 곧 긴 줄의 조선인민군 병사들이 강을 건너고 있음을 발견했다.
백진 나루터에서 조선인민군의 첫 번째 도하는 중박격포 소대를 무기를 설치하는 도중 불시에 공격했다. 또한 209고지 기슭, 도하 지점에서 0.5 마일 (0.80 km) 떨어진 곳에 있던 D중대와 H중대 병력 대부분도 당했다. 조선인민군은 그곳의 많은 병력을 사살하거나 포로로 잡았다. 힐 대령은 그곳에 있었지만, 공격으로 인해 사단이 만주 작전을 취소하기 직전인 자정 직전에 몇몇 다른 병사들과 함께 후방으로 탈출했다. 첫 번째 중화기 운반 부대는 조선인민군의 공격이 아래 병사들을 덮쳤을 때 언덕을 올라가는 중이었다. 이들은 서둘러 정상으로 가서 선발대가 기다리고 있던 곳에서 모두 급히 작은 방어 진지를 구축했다. 이 부대는 밤 동안 공격받지 않았다.
21시 30분부터 자정 직후까지 조선인민군 제9사단은 여러 곳에서 낙동강을 건너 제9보병의 강변 방어 진지를 향해 조용히 언덕을 올랐다. 그리고 포병 사격 준비가 해제되자 조선인민군 보병은 공격을 감행할 위치에 있었다. 이 공격은 연대 구역 북쪽에서 시작되어 빠르게 남쪽으로 확산되었다. 각 도하 지점에서 조선인민군은 현지 유엔군 방어자들을 압도한 후 차량과 장갑차를 위한 부교를 건설했다.
02시 00분, B중대가 공격을 받았다. 트럭 한 대가 언덕 아래에 멈춰 섰고, 호루라기 소리가 들린 후 고함치는 명령이 들렸고, 조선인민군 병사들이 경사면을 오르기 시작했다. B중대 양쪽의 언덕은 이미 공격을 받고 있었으며, 강에서 1.5 마일 (2.4 km) 떨어진 험준한 지형인 311고지도 마찬가지로 조선인민군의 주요 즉각적인 목표였다. 조선인민군은 언덕 아래의 만주 특수부대 병력에 대해 알지 못했는지 밤 동안 공격받지 않았다. 그러나 209고지 위쪽에서 조선인민군은 B중대를 진지에서 몰아내어 막대한 사상자를 입혔다. 쉰은 9월 4일 병사 한 무리를 이끌고 아군 진지로 돌아갔다.
9월 1일 03시 00분, 제9보병연대는 유일한 예비대인 E중대에 영산-낙동강 도로를 따라 서쪽으로 이동하여 클로버리프 언덕과 오봉리 능선 사이의 고개, 강에서 3 마일 (4.8 km), 영산에서 6 마일 (9.7 km) 떨어진 곳에 차단 진지를 점령하도록 명령했다. 이곳은 낙동강 돌출부의 첫 번째 전투에서 많은 치열한 전투가 벌어졌던 중요한 지형이었다. 고개에서의 전투는 02시 30분 투곡, 일명 모리실에서 제72전차대대 A중대 소속 미군 중형 전차가 T-34 한 대를 격파하면서 시작되었다. E중대는 결코 차단 진지에 도달하지 못했다. 강력한 조선인민군 병력이 고개 동쪽 도로를 따라 위치한 진지에서 03시 30분에 중포 사격으로 E중대를 불시에 공격했다. 중대는 중대장과 부대를 동반했던 카이저의 보좌관을 포함하여 막대한 사상자를 입었다. 클로버리프 언덕과 오봉리 능선의 중요한 부분, 즉 영산과 강 사이의 최고의 방어 지형을 조선인민군이 장악했다. 미군 제2보병사단은 이제 영산 방어를 비교적 열악한 방어 지형인 마을 서쪽의 낮은 언덕에 기반해야 했다.

### 미군 제23보병연대 공격
낙동강을 따라 제2보병사단 전선의 제9보병 구역 북쪽에서, 미군 제23보병연대 (미국)는 8월 29일에 제38보병연대 제3대대를 교대했으며, 제3대대는 불과 며칠 전 미군 제21보병연대, 제24보병사단을 교대했다. 8월 31일, 제23연대는 제한된 정보만 가지고 있는 새로운 구역에 있었다. 제1기병사단에 파견되었던 제3대대 없이 낙동강 전선 16,000 야드 (15,000 m)를 인계받았다. 연대장 폴 L. 프리먼 대령은 제1대대를 강을 따라 높은 지대에 3개 중대를 나란히 배치했다. 클레어 E. 허친 주니어 중령 지휘 아래의 제1대대는 소대와 분대를 사용하여 언덕에 전초 기지를 설치했다. 그는 제2대대를 제1대대 뒤 8 마일 (13 km) 지점의 예비 진지에 배치하고, 연대 구역의 도로망을 지휘할 수 있는 위치에 두었다. 8월 31일, 제2사단은 E중대를 제9보병 구역의 예비 진지로 남쪽으로 이동시켰다.
낙동강에서 창녕까지 연대 구역을 가로지르는 두 개의 도로가 있었다. 주요 도로는 강 동쪽 제방을 따라 남쪽으로 부곡리로 구부러진 다음 북동쪽으로 창녕으로 향했다. 북쪽의 보조 도로는 습지와 호수, 그중 가장 큰 우포늪을 돌아 창녕으로 이어졌다. 사실상 제23연대 제1대대는 창녕으로 가는 이 두 접근로를 방어하고 있었다.
제23보병 B중대 제2소대 병력 42명은 부곡리 북쪽 낙동강 동쪽 제방을 따라 2,600 야드 (2,400 m) 전선을 커버하는 7개의 언덕에 전초 진지를 유지했다. 8월 31일 오후, 강 건너편 논밭에서 그들은 두 개의 큰 조선인민군 병력 집단을 볼 수 있었다. 때때로 포격이 그들을 분산시켰다. 해가 지기 직전, 소대는 조선인민군 종대가 언덕에서 나와 강으로 향하는 것을 보았다. 그들은 즉시 대대 지휘소에 보고했다. 종대를 2,000명으로 추정했던 포병 전방 관측병은 그들이 피난민이라고 생각했다. 프리먼은 즉시 포병에게 종대에 포격을 가하여 그 수를 줄이도록 명령했다. 그러나 조선인민군은 계속 진격했다.
21시 00분, 제2소대의 미군 강변 진지에 대한 조선인민군의 2시간 동안의 포병 및 박격포 사격 준비가 시작되었다. 포격이 계속되면서 조선인민군 보병은 강을 건너 어둠 속에서 포격의 엄호를 받으며 언덕을 올랐다. 23시 00분, 포격이 멈추고 조선인민군은 제2소대를 공격하여 짧은 전투 후 언덕에서 밀어냈다. 대대 전초선 다른 곳에서도 비슷한 공격이 일어났다.
연대 좌측, 주요 부곡리-창녕 도로를 따라 조선인민군 병사들은 9월 1일 03시 00분까지 C중대를 완전히 압도했다. C중대 병력 중 단 7명만이 확인되었고, 3일 후 조선인민군 전선 뒤에 갇혔던 모든 낙오자와 고립된 병력들이 합류한 후에도 중대에는 단 20명의 병력만이 남아 있었다. 밤새 조선인민군의 공격이 전개되면서 제1대대는 C중대를 제외한 병력 대부분을 우포늪 바로 북쪽과 그곳의 언덕으로 철수시키는 데 성공하여 창녕으로 들어가는 북부 도로를 방어하는 데 성공했으며, 강에서 3 마일 (4.8 km), 마을에서 5 마일 (8.0 km) 떨어진 곳이었다. B중대는 이 작전에서 막대한 손실을 입었다.
제1대대에 닥친 재앙 소식이 연대 본부에 전해지자 프리먼은 제2사단 예비대인 G중대와 F중대를 풀려나게 하여 전자는 제1대대를 돕도록, 후자는 부곡리와 C중대 쪽으로 남쪽 도로로 보냈다. 제2대대 부대대장 소령 로이드 K. 젠슨은 F중대와 함께 부곡리 도로를 내려갔다. 이 부대는 C중대에 도달할 수 없었지만, 젠슨은 C중대의 낙오병들을 모아 사물포 위 본초리 근처 창녕의 주요 접근로에 걸쳐 높은 지대를 점령하고 그곳에 방어 진지를 구축했다. 미군 제2사단은 E중대를 연대에 배속시켰고 다음날 E중대는 F중대에 합류하여 창녕 앞에 제23연대의 주요 방어 진지를 구축했다. 밤 동안 조선인민군 병력은 제1대대 북부 차단 진지의 우측면을 우회하여 사단 포병 진지 근처, 그 뒤 3 마일 (4.8 km) 지점의 도로에 도달했다. 제23보병 본부 및 서비스 중대와 기타 연대 부대들은 마침내 창녕에서 북서쪽으로 5 마일 (8.0 km) 떨어진 연대 지휘소 근처에서 이 침투를 저지했다.

### 미군 제2사단 분열
9월 1일 아침이 지나기 전에 미군 제2사단 사령부로 들어온 보고에 따르면 조선인민군이 창녕-영산 도로를 돌파하여 사단을 둘로 갈라놓았다는 것이 명확해졌다. 북쪽의 제38보병연대와 제23보병연대는 대부분의 사단 포병과 함께 남쪽의 사단 본부 및 제9보병연대와 분리되었다. 카이저는 이러한 상황으로 인해 분리된 사단을 두 개의 특수 부대로 통제하고 지휘하는 것이 바람직하다고 판단했다. 이에 따라 그는 사단 포병 사령관인 준장 로열 M. 헤인즈를 북부 집단 지휘관으로 임명했다. 헤인즈의 지휘소는 창녕에서 북쪽으로 7 마일 (11 km) 떨어져 있었다. 헤인즈 특수임무부대는 9월 1일 10시 20분에 작전을 시작했다. 남쪽 영산 지역에서는 카이저가 사단장 보좌관 조셉 S. 브래들리 준장에게 제9보병연대, 제2공병전투대대, 제72전차대대 대부분, 그리고 사단의 기타 부대들을 맡겼다. 이 남부 집단은 브래들리 특수임무부대로 알려졌다.
조선인민군 제2사단의 3개 연대—북쪽에서 남쪽으로 순서대로 제4, 17, 6연대—는 밤 동안 낙동강 동쪽 제23연대 구역으로 건너갔다. 강 서쪽 신반리 지역에 집중된 조선인민군 제2사단은 사실상 강을 곧바로 가로질러 동쪽으로 공격했으며, 우포늪 위아래로 창녕으로 진격하는 두 접근로를 점령하려 했다. 1950년 8월 31일, 우포늪은 대부분 매우 얕았지만 넓은 수역이었다.
9월 1일 새벽, 영산 동쪽 밀양 도로에 있는 무안리의 제2사단 사령부에서 카이저는 자신의 사단이 위기 상황에 처했다고 느꼈다. 조선인민군의 대규모 공격은 제38보병 구역 북부를 제외하고 사단 구역 곳곳에 깊은 침투를 일으켰다. 조선인민군 제9사단은 미군 제9보병을 상대로 두 주요 지점에서 낙동강을 대규모로 도하했으며, 한편 조선인민군 제2사단은 미군 제23보병을 상대로 세 차례의 주요 도하를 감행했다. 그리고 조선인민군 제10사단은 미군 제38보병 구역의 현풍 근처 409고지 지역에서 더 많은 병력을 도하하기 시작했다. 08시 10분, 카이저는 미 제8군 사령부에 전화하여 제9보병 구역에서 가장 무겁고 깊은 조선인민군 침투가 발생했다고 보고했다.
사단 활주로에서 한 시간마다 연락기가 이륙하여 조선인민군의 진행 상황을 관찰하고 미군 제2보병사단 최전선 부대의 위치를 파악했다. 사단 및 연대 본부에서 거의 모든 전방 부대로의 통신이 끊겼다. 09시 30분부터 그날 나머지 시간 내내 사단 포병의 경량 항공 부대는 조선인민군에 의해 고립된 최전선 부대를 찾아내어 탄약, 식량, 물, 의료품을 14차례 공중투하했다. 사단 본부에 정보가 서서히 쌓이면서 조선인민군이 사단 전선의 중앙에 6 마일 (9.7 km) 너비와 8 마일 (13 km) 깊이의 구멍을 뚫었고 다른 곳에서는 덜 심각한 침투를 했다는 것이 명백해졌다. 미군 제9연대와 제23연대의 최전선 대대는 다양한 정도로 혼란에 빠졌고 일부 중대는 사실상 사라졌다. 카이저는 낙동강 동쪽의 창녕-영산 도로를 따라 방어선을 조직하여 조선인민군이 밀양과 청도로 이어지는 동쪽 고개로 진입하는 것을 막을 수 있기를 희망했다.

### 증원군

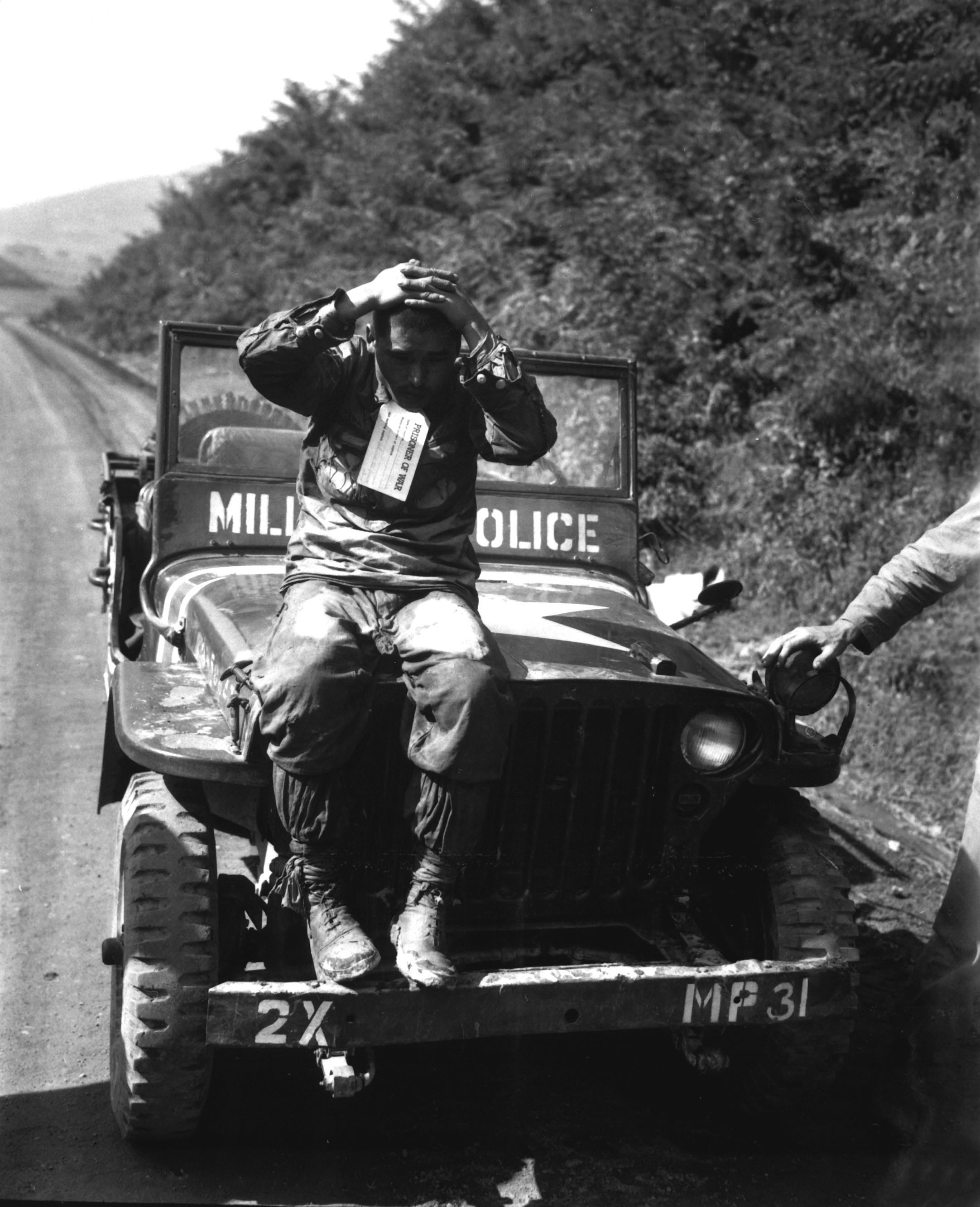
9월 4일 낙동강 돌출부에서 미 해병대가 생포한 조선인민군 포로.

09시 00분, 워커는 미합중국 공군(USAF)에 미군 제2사단 경계선 바로 위인 덕성동부터 남쪽으로, 강 서쪽으로 15 마일 (24 km) 깊이까지 낙동강을 따라 최대한의 노력을 기울여 달라고 요청했다. 그는 공군이 전장을 고립시키고 조선인민군 선봉 부대를 지원하기 위한 추가 조선인민군 증원군과 보급품이 강을 건너는 것을 막기를 원했다. 극동사령부는 미합중국 해군에 공중 지원에 참여해 줄 것을 요청했고, 미합중국 제7함대는 인천-서울 지역에서의 공격을 중단하고 전속력으로 남부 전선으로 향했다. 워커는 12시 00분 미군 제2사단 전선에 도착하여 사단에 모든 비용을 들여서라도 방어선을 유지하라고 명령했다. 그는 이미 영산 지역으로 지상 증원군을 명령한 상태였다.
9월 1일 오전 동안 워커는 남부 전선에서 들어오는 소식을 숙고하며, 그의 낙동강 방어선 예비군이 전선의 어느 부분에 가장 필요한지에 대한 결정을 망설였다. 자정부터 조선인민군 제1군단은 미군 제2사단 구역의 조선인민군 제2사단과 제9사단, 그리고 남강과 낙동강 합류점 아래의 미군 제25사단 구역의 조선인민군 제7사단과 제6사단에서 그의 낙동강 방어선을 두 곳에서 돌파했다. 미군 제2사단 구역에서 조선인민군 병력은 밀양과 주요 부산-선양 철도 및 고속도로로 동쪽으로 12 마일 (19 km) 이어지는 회랑의 관문인 영산의 가장자리에 있었다.
미 제8군은 예비대로 전력이 부족한 보병연대 3개와 아직 완전히 장비가 갖춰지지 않아 전선에 투입될 준비가 되지 않은 2개 대대 규모의 영국 제27보병여단을 보유하고 있었다. 창원시 북동쪽으로 6 마일 (9.7 km) 떨어진 제1임시해병여단 (미국)은 부산항으로 이동할 준비를 하고 있었다. 미군 제27보병연대 (미국), 제25사단은 전날 밤 20시 30분에 마산에 도착하여 제5연대전투단을 교대했고, 제5연대전투단은 대구 지역의 제24사단에 합류할 예정이었다. 그리고 대구 남동쪽 경산에 있는 제24보병사단 본부와 함께 있던 미군 제19보병연대 (미국), 제24보병사단이 있었다. 워커는 제24사단 본부와 제19연대, 그리고 제1임시해병여단 모두에게 즉시 이동할 준비를 하라고 경고했다. 제24사단은 제2사단 또는 제25사단 전선으로, 해병대는 미발표된 목적지로 이동할 예정이었다.
아침이 지나면서 워커 장군은 미군 제2사단 구역의 낙동강 돌출부 지역이 가장 위급한 상황이라고 판단했다. 그곳에서 조선인민군은 밀양을 위협하고 있었고, 그와 함께 제8군 전체의 진지를 위협하고 있었다. 11시 00분, 워커는 제1임시해병여단을 지휘하는 미국 해병대 에드워드 A. 크레이그 준장에게 해병대가 즉시 이동할 준비를 하라고 명령했다. 해병대는 13시 30분에 낙동강 돌출부로 출발할 준비를 마쳤다.

### 조선인민군의 진격
9월 1일 낮 동안 전선 상황은 혼란스러웠다. 조선인민군은 기항 나루터를 건너 아곡을 점령하고 아곡에서 북쪽으로 뻗은 9보병 A중대 진지를 흩트렸다. A중대는 강 뒤 능선 진지로 철수했다. 날이 밝자 병사들은 그들을 둘러싼 많은 능선에 조선인민군 병사들이 있는 것을 볼 수 있었고, 대부분은 동쪽으로 이동하고 있었다. 몇 시간 후, A중대 2소대는 밤 동안 버려진 보급품을 얻기 위해 아곡으로 언덕 아래 순찰을 보냈고, 나중에 필요한 물, 식량, 탄약을 가지고 돌아왔다.
그날 오전 후반에 조선인민군 바지선이 A중대 아래 낙동강을 건넜다. A중대는 이 병력에 사격을 가하기 위해 경기관총이 장착된 분대를 아곡을 내려다보는 능선 남쪽 끝으로 보냈다. 분대가 능선 끝에 도달했을 때 그들은 능선 기슭의 가옥들을 조선인민군 병력이 점령하고 있는 것을 보았다. A중대는 이 가옥들을 포병으로 공격했다. 조선인민군은 가옥에서 뛰쳐나와 강으로 달아났다. 이때 능선 끝의 경기관총과 미군 25보병사단 구역 남쪽 낙동강 건너편의 다른 경기관총이 이들을 사격했다. 근접 신관 포격이 이 집단을 궤멸시켰다. 모든 무기의 연합 사격으로 이 조선인민군 병력에 약 300명의 사상자가 발생한 것으로 추정되었다. 오후에 미군 항공기가 중대에 식량과 탄약을 투하했다. 그 중 일부만 회수되었다. 제1대대는 A중대에 그날 밤 철수하도록 명령했다.
그러나 철수하는 동안 A중대는 상당한 조선인민군 병력과 마주쳐 전투가 벌어지면서 흩어졌다. 중대장 등 중대원 대부분이 근거리에서 사살되었다. 이 절박한 상황에서 일등병 루터 H. 스토리 분대장은 매우 끈질기게 싸워 명예훈장을 수여받았다. 심하게 부상당한 스토리는 탈출할 수 있는 병사들에게 짐이 되는 것을 거부했고, 마지막으로 목격되었을 때에도 여전히 근거리에서 조선인민군과 교전하고 있었다. 중대원 중 약 10명만이 아군 진지로 탈출했다. 다음날 아침, 짙은 안개 속에서 그룹은 나침반을 이용해 영산으로 향했다. 12시, 안개가 걷히자 언덕에서 아래를 내려다본 병사들은 당시 진행 중이던 영산 전투를 목격했다. 그날 오후 중대 생존자 20명은 영산 근처 제72전차대대 방어선에 합류했다. 이 진지에서 낙오병들은 다음 며칠 동안 계속해서 합류했다.

### 만주 특수부대의 종말
한편, 만주 특수부대는 전선의 남단에서 A중대가 파괴되었던 지점에서 북쪽으로 약 5 마일 (8.0 km) 떨어진 낙동강을 따라 여전히 진지를 유지하고 있었다. 조선인민군이 공격하기 전에 언덕을 오르기 시작했던 제9보병 D중대와 H중대 병사들이 점령했던 방어 진지는 209고지 남쪽 봉우리에 있었으며, B중대의 더 높은 진지에서 남쪽으로 0.5 마일 (0.80 km) 떨어져 있었다. D중대와 H중대 병력 외에도 중박격포 소대에서 몇 명, B중대에서 한두 명이 있었다. 총 60~70명의 병력이 그룹에 있었다. 그룹은 SCR-300 무전기, 중기관총, 경기관총 2정, M1918 브라우닝 자동소총 (BAR), M1 개런드 소총 약 20정, 카빈 또는 권총 약 40정을 가지고 있었다. 슈미트가 그룹의 지휘를 맡았다.
밤 동안 슈미트는 제9보병 제1대대와 무선 통신을 확립했다. 날이 밝자 슈미트와 그의 그룹은 조선인민군에게 포위되어 있음을 보았다. 한 병력은 이전에 B중대가 점령했던 그들 위 0.5 마일 (0.80 km) 지점의 더 높은 봉우리를 점령했다. 그들 아래에서는 조선인민군이 계속해서 강을 건너 보급품을 전투 부대로 운반하고 있었으며, 일부는 이미 동쪽으로 몇 마일 떨어져 있었다. 조선인민군은 만주 특수부대 그룹을 빠르게 발견했다. 그들은 그날 오후 14시 00분에 처음 공격했고 격퇴되었다. 그날 밤, 추정 중대 규모의 병력이 세 차례 공격하여 근접 전투를 벌였지만, 매번 팽팽한 미군 방어선을 뚫는 데 실패했다. 이튿날 날이 밝자 방어선 밖 가파른 경사면에 많은 조선인민군 시체가 드러났다.
9월 2일 오후, 슈미트는 1대대에 보급품 공중 투하를 무전으로 요청했다. 미군 항공기가 투하를 시도했지만, 방어 진지가 너무 작고 경사면이 너무 가팔라서 사실상 모든 보급품이 조선인민군 수중에 들어갔다. 그러나 방어 진지 내 병사들은 19시 00분에 이루어진 투하에서 일부 보급품과 탄약을 회수했다. H중대 소속 일등병 조셉 R. 오울렛은 조선인민군 시체에서 무기, 탄약, 수류탄을 수집하기 위해 방어 진지를 벗어났다. 그는 여러 차례 공격을 받았고, 한 번은 조선인민군 병사가 오울렛을 갑자기 공격했고, 오울렛은 백병전으로 북한군을 사살했다.
같은 날 오후, 조선인민군은 미국인 포로를 데리고 슈미트에게 언덕을 오르도록 하여 "한 시간 안에 항복하지 않으면 산산조각 날 것이다"라는 메시지를 전하게 했다. 전면 보병 공격으로 작은 방어 부대를 제압하는 데 실패한 조선인민군은 이제 박격포 사격을 가할 생각이었다. 불과 45분 후 조선인민군 대전차 포격이 봉우리로 쏟아졌고, 북쪽과 209고지 경사면의 더 높은 지점에서 두 정의 기관총이 방어선을 휩쓸었다. 곧, 동쪽의 인접한 높은 지릉에 배치된 박격포가 슈미트의 방어선을 조준하고 해질녘까지 계속 사격했다. 기관총 사격으로 모든 병사들은 참호에 머물러야 했다. 해질녘 박격포 사격이 멈추자 조선인민군 보병 공격이 재개되었음을 알리는 신호가 되었고, 이 모든 공격은 격퇴되었다. 그러나 방어 진지 내 사상자 수는 증가하고 있었고, 보급품은 줄어들고 있었다. 의무병 한 명이 가지고 있는 것 외에는 의료품이 없었다.
셋째 날인 9월 3일, 상황은 악화되었다. 날씨는 더웠고 탄약, 식량, 보급품은 거의 완전히 고갈되었다. 전날 오후부터 조선인민군의 박격포 사격은 방어선에 대한 보병 공격과 번갈아 가며 계속되었다. 생존자들은 나중에 약 20번의 별개 보병 공격이 격퇴되었다고 추정했다. 두 정의 조선인민군 기관총은 누군가 모습을 드러낼 때마다 방어선을 휩쓸었다. 죽어가는 미군 병사들이 거의 모든 참호에 있었다. 박격포 파편이 무전기를 파괴하여 다른 미군 부대와의 모든 통신이 끊겼다. 슈미트가 요청했던 포병 사격과 공중 공격은 결코 오지 않았다. 일부 조선인민군은 방어선 가까이 접근하여 수류탄을 던졌다. 오울렛은 참호에 던져진 수류탄을 피하기 위해 6번이나 참호에서 뛰어올랐다. 이 근접 전투에서 오울렛은 전사했다. 방어 진지의 대부분의 참호는 계속되는 박격포 사격으로 한 번 이상 직접적인 박격포 공격을 받았다. 이 중 하나로 9월 3일 슈미트가 전사했다. 지휘권은 이제 생존 선임 장교인 D중대 소위 레이먼드 J. 맥도널에게 넘어갔다.
9월 4일 아침 동틀 녘, 언덕에 모였던 병사들 중 장교 2명과 병사 약 절반만이 살아 있었다. 날이 지나면서 탄약은 병사 한 명당 탄창 한 개 정도밖에 남지 않았고 수류탄도 몇 개 남지 않았으며, 도움도 보이지 않자 맥도널은 그날 밤 진지를 포기하기로 결정했다. 날이 어두워지면 생존자들은 소규모 그룹으로 나뉘어 아군 진지로 돌아가려고 시도할 것이다. 그날 저녁 해가 진 후, 조선인민군은 진지에 또 다른 약한 공격을 감행했다. 22시 00분, 맥도널과 콜드웰, 그리고 27명의 사병이 네 명씩 그룹으로 언덕을 빠져나왔다. 마비된 상태에서 여전히 살아 있던 상사 트래비스 E. 왓킨스는 후송 노력을 거부하며, 탈출할 기회가 있는 사람들에게 짐이 되고 싶지 않다고 말했다. 그는 단지 자신의 M1 카빈을 장전하여 턱 밑에 총구를 대고 가슴에 놓아 달라고 요청했다. 오울렛과 마찬가지로 그도 그의 행동으로 명예훈장을 받았다. 9월 4일 밤 언덕에서 내려온 29명 중 22명은 아군 진지로 탈출했으며, 그들 중 다수는 낮에는 숨고 밤에는 이동하여 낙동강 하류를 따라가다가 미군 제25보병사단의 방어선에 도달했다.
209고지에서 탈출한 만주 특수부대원들은 백진 나루터 도하 지점 근처의 조선인민군 활동에 대한 상당한 정보들을 가지고 돌아왔다. 나루터 지점에서 조선인민군은 수중 교량을 설치했다. 하류로 조금 떨어진 곳에서는 매일 밤 강 건너편에 부교를 설치하고 다음날 새벽 전에 해체했다. 조선인민군 병사 4명이 경비하는 50명의 민간인 운반대가 밤마다 계속해서 강을 건넜는데, 이 도하 지점에서는 총 800~1,000명의 운반대가 사용된 것으로 추정된다.

### 창녕

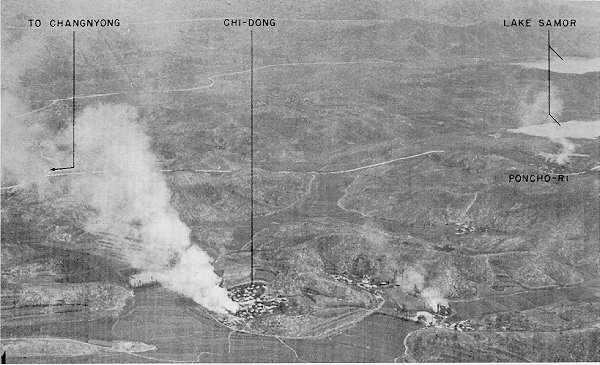
1950년 창녕 방어 진지.

미군 제9보병과 낙동강 돌출부 및 영산 주변 전투의 북쪽에서, 미군 제23보병연대는 9월 1일 날이 밝은 후 매우 위태로운 상황에 처했다. 제1대대는 강변 진지에서 밀려나 가장 가까운 아군 부대에서 서쪽으로 3 마일 (4.8 km) 고립되었다. 약 400명의 조선인민군이 연대 지휘소를 점령하여 프리먼은 지휘소를 약 600 야드 (550 m) 철수할 수밖에 없었다. 그곳, 창녕에서 북서쪽으로 5 마일 (8.0 km) 떨어진 곳에서 제23보병 본부 및 본부중대, 기타 연대 부대, 그리고 연대 참모 장교들이 3시간의 전투에서 조선인민군을 저지했다.
조선인민군은 9월 2일 오후 창녕 자체까지 진격했고, 대한민국 경찰은 마을에서 철수했다. 그날 저녁 조선인민군이 창녕에 들어왔다. 제2보병사단 본부와 제9보병에 대한 남쪽 통신이 끊기자 헤인즈는 낮 동안 영산 도로를 따라 전차 순찰대를 보내 통신을 재확립하려 했다. 제72전차대대 C중대는 전차를 남쪽으로 이끌었다. 그들은 여러 도로 차단 진지를 뚫고 도로를 따라 싸워야 했다. 출발한 세 대의 전차 중 선두 전차만이 영산까지 도달했다. 그곳에서 헤인즈 특수임무부대의 진지 지도를 브래들리에게 전달했다.
미군 제38보병 구역의 북쪽에서도 조선인민군은 활동적이었다. 8월 31일 밤 조선인민군의 돌파 이후, 카이저는 제38보병 제2대대에게 남쪽으로 이동하여 제23보병이 창녕 서쪽에 방어 진지를 구축하는 것을 돕도록 명령했다. 이를 시도하는 과정에서 대대는 이미 도로를 따라 능선에 조선인민군 병력이 있음을 발견했다. 그들은 제38보병 지휘소를 내려다보는 284고지까지 침투했다. 이 언덕과 209고지는 연대의 후방 지역을 지배했다. 9월 3일 06시 00분, 300명의 조선인민군이 284고지에서 제38연대 지휘소를 공격했다. 연대장은 방어 진지를 조직하고 폭격 요청을 했으나 목표와 방어 진지가 너무 가까워서 거부되었지만, 미 공군은 로켓 및 기총소사 공격을 제공했다.
이 전투는 9월 5일까지 계속되었다. 그날 F중대는 284고지를 점령하고 조선인민군 150명을 사살했다. 정상에서 그와 그의 부하들은 더 많은 조선인민군이 아래 마을로 뛰어드는 것을 지켜보았다. 유도된 포격이 마을을 파괴했다. 언덕에 버려진 조선인민군 장비 중 샤우어의 부하들은 25정의 미국 BAR과 기관단총, 대형 미국 무전기, 개봉되지 않은 미국 파편 및 고폭 수류탄 30상자, 그리고 약간의 식량을 발견했다.

### 제23보병 제1대대 고립
한편, 후방에서 이러한 작전이 진행되는 동안 제23보병 제1대대는 가장 가까운 아군 부대에서 서쪽으로 3 마일 (4.8 km) 떨어진 곳에 고립되었다. 9월 1일, 연대는 이 대대에게 창녕 지역으로 철수하라고 명령했다. 14시 00분, 전차-보병 순찰대가 도로를 따라 파견되었지만, 약 1개 조선인민군 대대 규모의 병력이 대대 방어 진지 바로 동쪽의 산악 통로를 점령하고 있다고 보고했다. 이 보고를 받은 대대장은 무전으로 현재 진지에 남아 조선인민군 증원군과 보급품 이동을 방해하려고 시도할 허락을 요청했다. 그날 저녁 프리먼은 이 요청을 승인했고, 제1대대는 고립된 진지에서 3일을 보냈다. 이 기간 동안 C-47 스카이트레인 항공기가 공중 투하로 대대에 보급품을 공급했다.
9월 1일 아침, 제38보병 제3대대는 모산리 근처 제23연대 지휘소에서 서쪽으로 공격하여 제1대대로 가는 길을 열었다. 고개 전투 둘째 날, 구원 부대는 공중 지원과 포병 및 전차 사격의 도움으로 도로 차단 진지를 뚫었다. 대대의 선두 병력은 9월 2일 17시 00분 제1대대와 합류했다. 그날 저녁, 조선인민군은 도로 북쪽, 제1대대 건너편의 209고지에서 제38보병 제3대대를 강력히 공격하여 한 개 중대를 진지에서 밀어냈다.
9월 4일, 헤인즈는 제38보병연대와 제23보병연대 사이의 경계를 변경하여 제23연대 구역 북쪽 부분을 제38보병에 할당함으로써 제1대대가 창녕으로 가는 남쪽 접근로를 방어하는 데 제2대대를 돕기 위해 남쪽으로 이동할 수 있도록 했다. 공격 시작 시 약 1,100명의 병력을 보유했던 제23보병 제1대대는 이제 약 600명으로 병력이 줄었다. 제23보병은 이제 부곡리-창녕 도로에 있는 제2대대가 점령한 진지에 모든 병력을 집중시킬 계획을 세웠다. 제1대대는 그곳으로 이동하여 제2대대의 좌익에 배치되었다. 동시에 연대 지휘소는 이 진지의 후방으로 이동했다. 이 연대 방어 진지에서 제23보병은 일련의 치열한 전투를 치렀다. 동시에 침투하는 조선인민군을 창녕과 보급로에서 소탕하기 위해 후방으로 전투 순찰대를 보내야 했다.

### 영산 전투
9월 1일 아침, 조선인민군 제9사단의 제1연대와 제2연대는 전쟁 최초의 공세에서 성공적인 강 도하와 미군 전선 돌파 후 영산에서 불과 몇 마일 떨어진 곳에 있었다. 제3연대는 인천에 남겨졌지만, 사단장 소장 박규삼은 영산을 점령할 가능성이 크다고 생각했다.
9월 1일 아침, 제2보병사단 제9보병연대는 E중대의 잔해만 가지고 있었고, 영산을 방어할 병력이 거의 없었다. 카이저는 이 비상사태에서 제2공병전투대대를 연대에 배속시켰다. 미군 제72전차대대와 제2사단 정찰중대도 영산 근처에 배치되었다. 연대장은 공병대를 영산 북서쪽에 아치형으로 뻗어있는 낮은 언덕 줄기에 배치할 계획이었다.
제2공병전투대대 A중대는 영산-낙동강 도로의 남쪽으로 이동했고, 제2공병대대 D중대는 도로의 북쪽에 있었다. 영산 서쪽 약 2 마일 (3.2 km) 지점에서 약 300명의 조선인민군 병력이 A중대와 교전을 벌였다. 제82대공포대대 소속 M19 자동포 차량이 몇 시간 동안 지속된 이 작전에서 공병을 지원했다. 한편, 브래들리 장군의 승인 아래 D중대는 영산 남쪽 바로 옆에 있는 언덕으로 이동하여 영산을 내려다보았다. 보병 소대 하나가 그 뒤에 진지를 잡았다. A중대는 이제 영산 남동쪽 가장자리로 D중대의 좌익에 위치하도록 명령받았다. 그곳에서 A중대는 도로를 따라 진지를 잡았고, 그 왼쪽에는 공병대대 C중대가, C중대 너머에는 제2사단 정찰중대가 있었다. D중대가 점령한 언덕은 실제로는 마을 남동쪽에 위치한 큰 산맥의 서쪽 끝 부분이었다. 밀양으로 가는 도로는 영산에서 남쪽으로 나와 이 산의 서쪽 끝을 돌아간 다음 남쪽 기슭을 따라 동쪽으로 이어졌다. D중대는 그 위치에서 마을뿐만 아니라 밀양으로 가는 도로인 출구까지 지휘했다.
조선인민군도 남쪽에서 영산으로 접근했다. 미군 제2사단 정찰중대와 제72전차대대 전차들이 치열한 전투에서 이들을 저지했다. 이 작전에서 정찰중대의 상사 찰스 W. 터너는 특히 두각을 나타냈다. 그는 전차에 올라가 노출된 포탑 기관총을 조작했으며, 전차 사격을 지휘하여 조선인민군 기관총 7정을 파괴했다고 보고되었다. 터너와 이 전차는 조선인민군의 강력한 포화를 받아 전차의 잠망경과 안테나가 부서지고 50발 이상의 피격당했다. 터너는 부상당했음에도 불구하고 전차에 남아 있다가 전사했다. 그날 밤 조선인민군 병사들은 영산 주변의 저지대를 건너 남쪽에서 마을로 진입했다.
9월 2일 09시 35분, 조선인민군이 영산 남쪽 끝의 공병 병력을 격파하고 밀양으로 가는 길을 확보하려 시도하는 동안, 워커는 도쿄도의 극동사령부 (미국) 참모부장 도일 오. 히키 소장과 전화 통화를 했다. 그는 방어선 주변 상황을 설명하며 가장 심각한 위협은 미군 제2사단과 제25보병사단 사이의 경계선에 있다고 말했다. 그는 자신의 예비군 위치와 활용 계획을 설명했다. 그는 제1임시해병여단을 영산으로 이동시키기 시작했지만 아직 그곳에 투입하도록 허가하지 않았으며, 극동사령부의 다른 계획에 지장을 줄 수 있으므로 유엔군 사령관 원수 (미국) 더글러스 맥아더 장군이 자신의 사용을 승인했는지 확인하고 싶다고 말했다. 워커는 해병대를 사용하지 않고는 제2사단 전선을 복구할 수 없을 것이라고 생각한다고 말했다. 히키는 맥아더가 전날 워커가 필요하다고 판단할 경우 해병대 사용을 승인했다고 답했다. 이 대화 몇 시간 후 워커는 13시 15분, 제1임시해병여단을 미군 제2사단에 배속시키고 사단과 해병대의 모든 가용 병력이 협력하여 제2사단 구역의 낙동강 동쪽 조선인민군을 격파하고 강변 방어선을 복구하는 임무를 수행하도록 명령했다. 해병대는 이 임무가 완료되는 즉시 제2사단 통제에서 해제될 예정이었다.

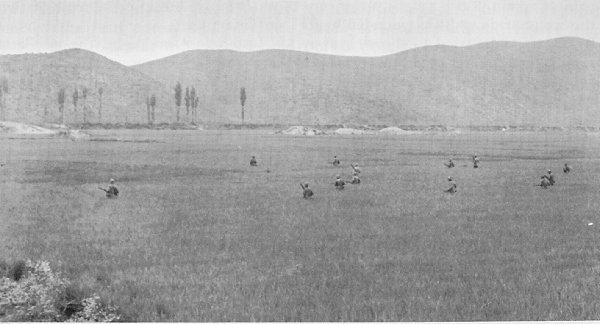
영산 서쪽 공격 중 논밭을 건너는 미군 병사들.

해병대가 9월 3일 08시 00분 영산-낙동강 도로를 따라 서쪽으로 공격하기로 결정되었다. 제9보병, 제72전차대대 B중대, 제82대공포대대 D포대는 해병대 위쪽 북서쪽으로 공격하여 미군 제23보병과 접촉을 재확립하려고 시도할 것이었다. 제2공병전투대대, 제9보병 제1대대 잔해, 그리고 제72전차대대 일부는 해병대의 좌측 또는 남쪽으로 공격하여 제25사단과 접촉을 재확립할 것이었다. 제8군은 이제 미군 제24보병사단 본부와 미군 제19보병연대를 수산리 지역으로 이동시키라고 명령했다. 수산리는 밀양 남쪽 8 마일 (13 km) 지점이며 남강과 낙동강 합류점에서 동쪽으로 15 마일 (24 km) 떨어진 곳이었다. 그곳에서 제2사단 또는 제25사단 구역 중 한 곳에서 전투에 참여할 준비를 할 예정이었다.
9월 3일부터 5일까지 영산 서쪽에서 벌어진 미군의 반격은 포로 진술에 따르면 조선인민군 사단에게 전쟁 중 가장 피비린내 나는 참패 중 하나를 안겨주었다. 9월 6일에도 조선인민군 제4사단의 약한 병력 지원을 받는 제9사단 잔해가 오봉리 능선, 클로버리프 언덕, 그리고 낙동강까지 이어진 중간 지대를 여전히 점령하고 있었지만, 미군 반격이 끝날 무렵 사단의 공격력은 소진되었다. 조선인민군 제9사단과 제4사단은 공세를 재개할 수 없었다.

### 조선인민군 제2사단 전멸
조선인민군 제2사단은 9월 8일 새벽, 동쪽으로 돌파하려는 시도로 제23보병의 방어선에 대한 새로운 공격을 감행했다. 02시 30분에 시작되어 포병의 강력한 지원을 받은 이 공격은 F중대를 돌파했다. F중대의 진지가 복구되지 않으면 연대 전선 전체가 붕괴될 것이 분명했다. 모든 장교가 사상자가 되자 제2대대 부관 소위 랄프 R. 로빈슨이 중대의 지휘를 맡았다. 조선인민군이 F중대의 진지에 빠르게 침투하여 후방을 장악하자, 로빈슨은 어둠 속에서 그들을 뚫고 500 야드 (460 m)를 이동하여 A중대의 진지에 도달했다. 그곳에서 그는 A중대의 예비 소대를 얻어 F중대로 데려왔다. 그는 어둠과 폭우 속에서 F중대 전선의 틈새로 병력을 기동시키는 위험하고 어려운 임무를 완수했다.
공격은 날이 밝으면서 줄어들었지만, 그날 밤 다시 시작되었다. 조선인민군은 방어선을 반복적으로 공격했다. 이번에는 9월 9일 주간까지 전투를 계속했다. 미 공군은 지상군을 지원하기 위해 연대 방어선 상공에 강력한 항공 지원을 집중시켰다. 오전 내내 보병 중대에서 부상자들이 거의 끊임없이 구호소로 이송되었다. 본부 중대와 특수 부대에서 동원 가능한 모든 병력이 분대로 편성되어 가장 중요한 지점에 투입되었다. 한때 연대 예비대는 6명으로 줄어들었다. 공격이 마침내 12시 직후 중단되었을 때 제23연대의 전투 효율은 약 38%에 불과한 것으로 추정되었다.
이 치열한 밤낮 전투로 조선인민군 제2사단은 남아있던 공격력의 대부분을 잃었다. 며칠 후 생포된 조선인민군 제2사단 제17연대 의무관은 사단이 매일 밤 약 300명의 병사를 부곡리의 병원으로 후송했으며, 9월 첫 2주 동안 제2사단은 창녕 서쪽 전투에서 전사자 1,300명과 부상자 2,500명을 잃었다고 말했다. 9월 9일까지 공격력이 대부분 소진되었음에도 불구하고 사단은 중대 규모의 침투 부대로 창녕 주변 후방 지역을 계속 괴롭혔다. 순찰대는 매일 주요 보급로를 열고 마을을 정리해야 했다.
조선인민군과 미군 병력은 며칠 더 낙동강을 따라 전투를 계속했다. 조선인민군의 공격 능력은 거의 파괴되었고, 미군은 추가 공격을 막기 위해 방어선을 유지하기로 결정했다.

### 조선인민군의 철수
유엔군의 인천에서의 반격은 조선인민군을 측면 공격하고 그들의 모든 주요 보급 및 증원 경로를 차단했다. 9월 16일 제8군은 낙동강 방어선 돌파를 시작했다. 9월 19일 유엔군은 조선인민군이 밤 동안 낙동강 방어선의 대부분을 포기했음을 발견했고, 유엔군은 방어 진지에서 진격하여 점령했다. 대부분의 조선인민군 부대는 가능한 한 많은 군대를 북한으로 이동시키기 위해 지연 작전을 수행하기 시작했다. 조선인민군은 9월 18~19일 밤 마산 지역에서 먼저 철수했다. 그곳 병력 이후, 나머지 조선인민군 부대는 북쪽으로 빠르게 철수했다. 유엔군 부대는 더 이상 전략적 중요성이 없는 낙동강 진지를 지나 북쪽으로 빠르게 추격했다.

## 결과
조선인민군 제2사단과 제9사단은 전투에서 거의 완전히 파괴되었다. 제9사단은 9월 1일 공세 시작 시 9,350명이었다. 제2사단은 6,000명이었다. 각 사단에서 수백 명만이 전투 후 북한으로 돌아왔다. 대부분의 조선인민군 병력은 전사하거나 포로로 잡히거나 탈영했다. 조선인민군 제2군단 전체가 비슷한 상태였고, 낙동강 방어선에서 지친 조선인민군은 패배 직전이었다.
이때까지 미군 제2보병사단은 낙동강 방어선에 주둔하는 동안 전사자 1,120명, 부상자 2,563명, 포로 67명, 실종자 69명의 사상자를 입었다. 여기에는 전 달 제1차 낙동강 돌출부 전투 동안 입은 약 180명의 사상자가 포함되었다. 미군은 계속해서 격퇴되었지만 조선인민군이 낙동강 방어선을 돌파하는 것을 막을 수 있었다. 사단은 9월 1일에 17,498명이었지만, 사상자에도 불구하고 공격하기에 좋은 위치에 있었다. 제1임시해병여단은 낙동강 방어선 전투, 대부분 영산에서 벌어진 전투에서 전사자 185명과 부상자 약 500명을 입었다.
낙동강 방어선을 따라 벌어진 모든 조선인민군 공격 중, 제2차 낙동강 돌출부 전투는 역사가들에 의해 가장 심각한 위협으로 여겨진다. 이 전투는 조선인민군이 가장 상당한 진전을 이룬 전투로, 미군 제2보병사단을 두 동강 내고 영산을 잠시 점령하여 미군 보급선을 돌파하고 다른 사단의 후방 지역을 위협하는 데 매우 근접했다. 그러나 인상적인 초기 성공 이후에도 조선인민군의 치명적인 약점은 다시 한번 승리를 좌절시켰다. 즉, 그들의 통신 및 보급 능력은 돌파를 활용하고 중요한 지점에서 병력에 집중될 수 있는 대규모 공중, 장갑, 포병 사격에 맞서 지속적인 공격을 지원할 수 없었다. 9월 8일까지 해당 지역의 조선인민군 공격은 격퇴되었다.

### 인용
1. ↑  Appleman 1998, 392쪽
2. ↑  Varhola 2000, 6쪽
3. ↑  Fehrenbach 2001, 138쪽
4. 1 2  Appleman 1998, 393쪽
5. ↑  Appleman 1998, 367쪽
6. ↑  Bowers, Hammong & MacGarrigle 2005, 149쪽
7. ↑  Appleman 1998, 369쪽
8. ↑  Fehrenbach 2001, 130쪽
9. ↑  Alexander 2003, 139쪽
10. ↑  Appleman 1998, 353쪽
11. ↑  Alexander 2003, 143쪽
12. 1 2  Catchpole 2001, 31쪽
13. ↑  Fehrenbach 2001, 136쪽
14. ↑  Fehrenbach 2001, 135쪽
15. 1 2 3 4  Fehrenbach 2001, 139쪽
16. ↑  Millett 2000, 508쪽
17. ↑  Alexander 2003, 181쪽
18. 1 2  Appleman 1998, 395쪽
19. ↑  Appleman 1998, 396쪽
20. 1 2 3 4 5  Appleman 1998, 443쪽
21. 1 2  Fehrenbach 2001, 141쪽
22. 1 2  Alexander 2003, 182쪽
23. 1 2 3  Fehrenbach 2001, 140쪽
24. 1 2 3 4 5 6  Appleman 1998, 444쪽
25. 1 2 3 4 5  Fehrenbach 2001, 142쪽
26. 1 2 3 4 5 6 7 8 9 10 11 12  Alexander 2003, 183쪽
27. 1 2 3  Appleman 1998, 445쪽
28. 1 2 3 4 5 6 7 8 9 10 11 12 13 14 15 16 17 18  Fehrenbach 2001, 143쪽
29. 1 2 3 4 5  Appleman 1998, 446쪽
30. 1 2 3 4 5 6  Appleman 1998, 447쪽
31. 1 2 3 4 5 6  Appleman 1998, 448쪽
32. 1 2 3 4 5 6 7 8 9  Fehrenbach 2001, 144쪽
33. 1 2 3 4 5  Appleman 1998, 449쪽
34. 1 2 3 4 5  Appleman 1998, 450쪽
35. 1 2 3 4 5 6 7 8  Fehrenbach 2001, 146쪽
36. 1 2 3  Appleman 1998, 451쪽
37. 1 2 3 4 5 6 7  Appleman 1998, 452쪽
38. 1 2 3 4 5  Alexander 2003, 184쪽
39. 1 2 3  Fehrenbach 2001, 147쪽
40. 1 2  Appleman 1998, 453쪽
41. 1 2  Appleman 1998, 454쪽
42. 1 2 3  Appleman 1998, 455쪽
43. ↑  Fehrenbach 2001, 152쪽
44. 1 2 3 4 5 6  Appleman 1998, 456쪽
45. 1 2  Appleman 1998, 457쪽
46. 1 2 3 4 5 6  Appleman 1998, 458쪽
47. 1 2 3 4 5  Fehrenbach 2001, 150쪽
48. 1 2 3  Appleman 1998, 459쪽
49. ↑  Fehrenbach 2001, 153쪽
50. 1 2 3 4 5 6 7  Fehrenbach 2001, 155쪽
51. 1 2 3  Appleman 1998, 466쪽
52. 1 2 3  Appleman 1998, 467쪽
53. 1 2  Fehrenbach 2001, 154쪽
54. 1 2 3 4 5 6  Appleman 1998, 468쪽
55. 1 2 3  Millett 2000, 532쪽
56. ↑  Catchpole 2001, 33쪽
57. 1 2 3 4 5 6  Appleman 1998, 460쪽
58. ↑  Fehrenbach 2001, 148쪽
59. ↑  Millett 2000, 533쪽
60. ↑  Appleman 1998, 461쪽
61. 1 2 3 4  Appleman 1998, 462쪽
62. 1 2 3  Millett 2000, 534쪽
63. 1 2  Catchpole 2001, 36쪽
64. ↑  Catchpole 2001, 35쪽
65. ↑  Alexander 2003, 185쪽
66. ↑  Millett 2000, 535쪽
67. ↑  Appleman 1998, 464쪽
68. 1 2 3  Appleman 1998, 469쪽
69. ↑  Appleman 1998, 568쪽
70. ↑  Fehrenbach 2001, 159쪽
71. ↑  Bowers, Hammong & MacGarrigle 2005, 179쪽
72. ↑  Alexander 2003, 187쪽
73. 1 2  Appleman 1998, 570쪽
74. ↑  Bowers, Hammong & MacGarrigle 2005, 180쪽
75. ↑  Appleman 1998, 603쪽
76. ↑  Appleman 1998, 604쪽
77. ↑  Ecker 2004, 16쪽
78. 1 2  Ecker 2004, 20쪽
79. ↑  Ecker 2004, 14쪽
80. ↑  Appleman 1998, 382쪽
81. ↑  Millett 2000, 537쪽

## 추가 자료
- Gugeler, Russell A. (2005), 《Combat Actions in Korea》, University Press of the Pacific, ISBN 978-1-4102-2451-4